# Liste des ministres français des Anciens Combattants
Pour les articles homonymes, voir Ministre des Anciens Combattants.
 (mars 2025).
Cet article présente la liste des membres du gouvernement français (ministres, secrétaires d’État) chargés des Anciens Combattants et Pensionnés.
Le nom exact de la fonction peut varier à chaque nomination. Les dates indiquées sont les dates de prise ou de cessation des fonctions, qui sont en général la veille de la date de publication du décret de nomination au Journal officiel.

## Historique
Ce ministère voit le jour dans le contexte de la Première Guerre mondiale, avec la nomination en 1917 d'un sous-secrétaire d'État au Contentieux et Pensions (Pierre Masse), rattaché au président du Conseil et ministre de la Guerre, puis en 1920 d'un ministre des Pensions, Primes et Allocations de guerre (André Maginot). Le terme d’« Anciens Combattants » est utilisé dans le nom du ministère depuis 1938.
De 2014 à 2017, Jean-Marc Todeschini est secrétaire d'État chargé des Anciens Combattants et de la Mémoire dans le second gouvernement de Manuel Valls et celui de Bernard Cazeneuve. Les gouvernements d’Édouard Philippe ne comportent plus de portefeuille associé aux anciens combattants. Le gouvernement de Jean Castex, en fonction entre 2020 et 2022, comporte à nouveau une ministre chargée de la Mémoire et des Anciens Combattants, à savoir Geneviève Darrieussecq.

## Troisième République
| Ministre                                  | Ministre                    | Parti     | Intitulé                                                    | Gouvernement                         | Début             | Fin               | Chef de l'État      | Chef de l'État   |
| ----------------------------------------- | --------------------------- | --------- | ----------------------------------------------------------- | ------------------------------------ | ----------------- | ----------------- | ------------------- | ---------------- |
|                                           | Pierre Masse                | PRRRS     | Sous-secrétaire d'État au Contentieux et Pensions           | Painlevé I                           | 12 septembre 1917 | 16 novembre 1917  |                     | Raymond Poincaré |
|                                           | Léon Abrami                 | ARD       | Sous-secrétaire d'État aux Effectifs et Pensions            | Clemenceau II                        | 17 novembre 1917  | 20 janvier 1920   |                     | Raymond Poincaré |
|                                           | André Maginot               | ARD, PRDS | Ministre des Pensions, Primes et Allocations de guerre      | Millerand I                          | 20 janvier 1920   | 18 février 1920   |                     | Raymond Poincaré |
| Millerand II                              | André Maginot               | ARD, PRDS | Ministre des Pensions, Primes et Allocations de guerre      | 18 février 1920                      | 24 septembre 1920 |                   | Paul Deschanel      |                  |
| Leygues, Briand VII                       | André Maginot               | ARD, PRDS | Ministre des Pensions, Primes et Allocations de guerre      | 24 septembre 1920                    | 15 janvier 1922   |                   | Alexandre Millerand |                  |
| Ministre de la Guerre et des Pensions     | André Maginot               | ARD, PRDS | Poincaré II et III, François-Marsal                         | 15 janvier 1922                      | 14 juin 1924      |                   | Alexandre Millerand |                  |
|                                           | Édouard Bovier-Lapierre     | PRS       | Ministre des Pensions                                       | Herriot I                            | 14 juin 1924      | 17 avril 1925     |                     | Gaston Doumergue |
|                                           | Louis Antériou              | PRS       | Ministre des Pensions                                       | Painlevé II et III                   | 17 avril 1925     | 28 novembre 1925  |                     | Gaston Doumergue |
|                                           | Paul Jourdain               | PRDS      | Ministre des Pensions                                       | Briand VIII, IX et X                 | 28 novembre 1925  | 19 juillet 1926   |                     | Gaston Doumergue |
|                                           | Georges Bonnet              | PRRRS     | Ministre des Pensions                                       | Herriot II                           | 19 juillet 1926   | 23 juillet 1926   |                     | Gaston Doumergue |
|                                           | Louis Marin                 | FR        | Ministre des Pensions                                       | Poincaré IV                          | 23 juillet 1926   | 11 novembre 1928  |                     | Gaston Doumergue |
|                                           | Louis Antériou              | PRS       | Ministre des Pensions                                       | Poincaré V, Briand XI                | 11 novembre 1928  | 3 novembre 1929   |                     | Gaston Doumergue |
|                                           | Claudius Gallet             | PRRRS     | Ministre des Pensions                                       | Tardieu I, Chautemps I               | 3 novembre 1929   | 2 mars 1930       |                     | Gaston Doumergue |
|                                           | Auguste Champetier de Ribes | PDP       | Ministre des Pensions                                       | Tardieu II                           | 2 mars 1930       | 13 décembre 1930  |                     | Gaston Doumergue |
|                                           | Robert Thoumyre             | AD        | Ministre des Pensions                                       | Steeg                                | 13 décembre 1930  | 23 décembre 1930  |                     | Gaston Doumergue |
|                                           | Maurice Dormann             | RI        | Ministre des Pensions                                       | Steeg                                | 23 décembre 1930  | 27 janvier 1931   |                     | Gaston Doumergue |
|                                           | Auguste Champetier de Ribes | PDP       | Ministre des Pensions                                       | Laval I                              | 27 janvier 1931   | 13 juin 1931      |                     | Gaston Doumergue |
| Laval II et III                           | Auguste Champetier de Ribes | PDP       | Ministre des Pensions                                       | 13 juin 1931                         | 20 février 1932   |                   | Paul Doumer         |                  |
| Ministre des Pensions et Régions libérées | Auguste Champetier de Ribes | PDP       | Tardieu III                                                 | 20 février 1932                      | 3 juin 1932       |                   | Paul Doumer         |                  |
|                                           | Adrien Berthod              | PRRRS     | Ministre des Pensions                                       | Herriot III                          | 3 juin 1932       | 18 décembre 1932  |                     | Albert Lebrun    |
|                                           | Edmond Miellet              | PRRRS     | Ministre des Pensions                                       | Paul-Boncour, Daladier I             | 18 décembre 1932  | 26 octobre 1933   |                     | Albert Lebrun    |
|                                           | Hippolyte Ducos             | PRRRS     | Ministre des Pensions                                       | Sarraut I, Chautemps II, Daladier II | 26 octobre 1933   | 9 février 1934    |                     | Albert Lebrun    |
|                                           | Georges Rivollet            | SE        | Ministre des Pensions                                       | Doumergue II, Flandin I              | 9 février 1934    | 1er juin 1935     |                     | Albert Lebrun    |
|                                           | Camille Perfetti            | PRRRS     | Ministre des Pensions                                       | Bouisson                             | 1er juin 1935     | 7 juin 1935       |                     | Albert Lebrun    |
|                                           | Henri Maupoil               | PRRRS     | Ministre des Pensions                                       | Laval IV                             | 7 juin 1935       | 24 janvier 1936   |                     | Albert Lebrun    |
|                                           | René Besse                  | AD        | Ministre des Pensions                                       | Sarraut II                           | 24 janvier 1936   | 4 juin 1936       |                     | Albert Lebrun    |
|                                           | Albert Rivière              | SFIO      | Ministre des Pensions                                       | Blum I, Chautemps III                | 4 juin 1936       | 18 janvier 1938   |                     | Albert Lebrun    |
|                                           | Robert Lassalle             | PRRRS     | Ministre des Pensions                                       | Chautemps IV                         | 18 janvier 1938   | 13 mars 1938      |                     | Albert Lebrun    |
|                                           | Albert Rivière              | SFIO      | Ministre des Pensions                                       | Blum II                              | 13 mars 1938      | 10 avril 1938     |                     | Albert Lebrun    |
|                                           | Auguste Champetier de Ribes | PDP       | Ministre des Anciens Combattants et Pensionnés              | Daladier III et IV                   | 10 avril 1938     | 13 septembre 1939 |                     | Albert Lebrun    |
|                                           | René Besse                  | AD        | Ministre des Anciens Combattants et Pensionnés              | Daladier V                           | 13 septembre 1939 | 21 mars 1940      |                     | Albert Lebrun    |
|                                           | Albert Rivière              | SFIO      | Ministre des Anciens Combattants et Pensionnés              | Reynaud                              | 21 mars 1940      | 16 juin 1940      |                     | Albert Lebrun    |
|                                           | Jean Ybarnégaray            | PSF       | Ministre des Anciens Combattants et de la Famille française | Pétain                               | 16 juin 1940      | 12 juillet 1940   |                     | Albert Lebrun    |

## France libre
| Ministre ou secrétaire d'État | Ministre ou secrétaire d'État | Parti | Intitulé                                      | Autre exécutif      | Autre exécutif                     | Intitulé       | Gouvernement                | Début             | Fin          | Chef de l'État | Chef de l'État    |
| ----------------------------- | ----------------------------- | ----- | --------------------------------------------- | ------------------- | ---------------------------------- | -------------- | --------------------------- | ----------------- | ------------ | -------------- | ----------------- |
|                               | André Diethelm                | RPF   | Commissaire national aux Finances et Pensions | Plein exercice      | Plein exercice                     | Plein exercice | Comité national (à Londres) | 28 juillet 1942   | 7 juin 1943  |                | Charles de Gaulle |
|                               | Henri Frenay                  | UDSR  | Commissaire aux Prisonniers et Déportés       | Plein exercice      | Plein exercice                     | Plein exercice | CFLN 2 (à Alger)            | 9 novembre 1943   | 26 août 1944 |                | Charles de Gaulle |
|                               | Henri Frenay                  | UDSR  | Commissaire aux Prisonniers et Déportés       | François Mitterrand | Secrétaire général aux Prisonniers | GPRF           | 26 août 1944                | 10 septembre 1944 |              |                | Charles de Gaulle |

## Quatrième République
| Ministre         | Ministre                | Parti            | Intitulé                                                  | Ministre délégué ou secrétaire d'État | Ministre délégué ou secrétaire d'État                                | Intitulé         | Gouvernement                             | Début             | Fin               | Chef de l'État  | Chef de l'État    |
| ---------------- | ----------------------- | ---------------- | --------------------------------------------------------- | ------------------------------------- | -------------------------------------------------------------------- | ---------------- | ---------------------------------------- | ----------------- | ----------------- | --------------- | ----------------- |
|                  | Henri Frenay            | UDSR             | Ministre des Prisonniers, Déportés et Réfugiés            | Plein exercice                        | Plein exercice                                                       | Plein exercice   | De Gaulle I                              | 10 septembre 1944 | 21 novembre 1945  |                 | Charles de Gaulle |
| Pas de titulaire | Pas de titulaire        | Pas de titulaire | Pas de titulaire                                          | Pas de titulaire                      | Pas de titulaire                                                     | Pas de titulaire | De Gaulle II                             | 21 novembre 1945  | 26 janvier 1946   |                 | Charles de Gaulle |
|                  | Laurent Casanova        | PCF              | Ministre des Anciens Combattants et Victimes de guerre    | Plein exercice                        | Plein exercice                                                       | Plein exercice   | Gouin                                    | 26 janvier 1946   | 24 juin 1946      |                 | Félix Gouin       |
| Bidault I        | Laurent Casanova        | PCF              | Ministre des Anciens Combattants et Victimes de guerre    | Plein exercice                        | Plein exercice                                                       | Plein exercice   | 24 juin 1946                             | 8 juillet 1946    |                   | Georges Bidault |                   |
| Bidault I        | Pas de titulaire        | Pas de titulaire | Pas de titulaire                                          | Pas de titulaire                      | Pas de titulaire                                                     | Pas de titulaire | Pas de titulaire                         | 8 juillet 1946    | 16 décembre 1946  | Georges Bidault |                   |
|                  | Max Lejeune             | SFIO             | Ministre des Anciens Combattants et Victimes de guerre    | Plein exercice                        | Plein exercice                                                       | Plein exercice   | Blum III                                 | 16 décembre 1946  | 22 janvier 1947   |                 | Vincent Auriol    |
|                  | François Mitterrand     | UDSR             | Ministre Anciens Combattants et Victimes de guerre        | Plein exercice                        | Plein exercice                                                       | Plein exercice   | Ramadier I                               | 22 janvier 1947   | 22 octobre 1947   |                 | Vincent Auriol    |
|                  | Daniel Mayer            | SFIO             | Ministre des Affaires sociales et des Anciens Combattants | Plein exercice                        | Plein exercice                                                       | Plein exercice   | Ramadier II                              | 22 octobre 1947   | 31 octobre 1947   |                 | Vincent Auriol    |
|                  | Daniel Mayer            | SFIO             | Ministre des Affaires sociales et des Anciens Combattants | Albert Forcinal                       | Secrétaire d’État aux Anciens Combattants et Victimes de guerre      | 31 octobre 1947  | Ramadier II                              | 24 novembre 1947  |                   |                 | Vincent Auriol    |
|                  | François Mitterrand     | UDSR             | Ministre des Anciens Combattants et Victimes de guerre    | Plein exercice                        | Plein exercice                                                       | Plein exercice   | Schuman 1                                | 24 novembre 1947  | 26 juillet 1948   |                 | Vincent Auriol    |
|                  | André Maroselli         | RAD              | Ministre des Anciens Combattants et Victimes de guerre    | Plein exercice                        | Plein exercice                                                       | Plein exercice   | Marie                                    | 26 juillet 1948   | 5 septembre 1948  |                 | Vincent Auriol    |
|                  | Jules Catoire           | MRP              | Ministre des Anciens Combattants et Victimes de guerre    | Plein exercice                        | Plein exercice                                                       | Plein exercice   | Schuman II                               | 5 septembre 1948  | 11 septembre 1948 |                 | Vincent Auriol    |
|                  | Robert Bétolaud         | PRL              | Ministre des Anciens Combattants et Victimes de guerre    | Plein exercice                        | Plein exercice                                                       | Plein exercice   | Queuille I                               | 11 septembre 1948 | 28 octobre 1949   |                 | Vincent Auriol    |
|                  | Louis Jacquinot         | CNI, CNIP        | Ministre des Anciens Combattants et Victimes de guerre    | Plein exercice                        | Plein exercice                                                       | Plein exercice   | Bidault II, Queuille II et III, Pleven I | 29 octobre 1949   | 11 août 1951      |                 | Vincent Auriol    |
|                  | Emmanuel Temple         | CNIP             | Ministre des Anciens Combattants et Victimes de guerre    | Plein exercice                        | Plein exercice                                                       | Plein exercice   | Pleven II, Faure I, Pinay                | 11 août 1951      | 8 janvier 1953    |                 | Vincent Auriol    |
|                  | Henry Bergasse          | CNIP             | Ministre des Anciens Combattants et Victimes de guerre    | Plein exercice                        | Plein exercice                                                       | Plein exercice   | Mayer                                    | 8 janvier 1953    | 28 juin 1953      |                 | Vincent Auriol    |
|                  | André Mutter            | CNIP             | Ministre des Anciens Combattants et Victimes de guerre    | Plein exercice                        | Plein exercice                                                       | Plein exercice   | Laniel I                                 | 28 juin 1953      | 16 janvier 1954   |                 | Vincent Auriol    |
| Laniel II        | André Mutter            | CNIP             | Ministre des Anciens Combattants et Victimes de guerre    | Plein exercice                        | Plein exercice                                                       | Plein exercice   | 16 janvier 1954                          | 19 juin 1954      |                   | René Coty       |                   |
|                  | Emmanuel Temple         | CNIP             | Ministre des Anciens Combattants et Victimes de guerre    | Plein exercice                        | Plein exercice                                                       | Plein exercice   | Mendès-France                            | 19 juin 1954      | 3 septembre 1954  | René Coty       |                   |
|                  | Jean Masson             | RAD              | Ministre des Anciens Combattants et Victimes de guerre    | Plein exercice                        | Plein exercice                                                       | Plein exercice   | Mendès-France                            | 3 septembre 1954  | 23 février 1955   | René Coty       |                   |
|                  | Raymond Triboulet       | RPF, RS          | Ministre des Anciens Combattants et Victimes de guerre    | Plein exercice                        | Plein exercice                                                       | Plein exercice   | Faure II                                 | 23 février 1955   | 6 octobre 1955    | René Coty       |                   |
|                  | Vincent Badie           | RAD              | Ministre des Anciens Combattants et Victimes de guerre    | Plein exercice                        | Plein exercice                                                       | Plein exercice   | Faure II                                 | 20 octobre 1955   | 1er février 1956  | René Coty       |                   |
|                  | François Tanguy-Prigent | SFIO             | Ministre des Anciens Combattants et Victimes de guerre    | Plein exercice                        | Plein exercice                                                       | Plein exercice   | Mollet                                   | 1er février 1956  | 2 mai 1956        | René Coty       |                   |
|                  | François Tanguy-Prigent | SFIO             | Ministre des Anciens Combattants et Victimes de guerre    | Jean Le Coutaller                     | Sous-secrétaire d'État aux Anciens Combattants et Victimes de guerre | 2 mai 1956       | Mollet                                   | 13 juin 1957      |                   | René Coty       |                   |
|                  | André Dulin             | RAD              | Ministre des Anciens Combattants et Victimes de guerre    |                                       | Sous-secrétaire d'État aux Anciens Combattants et Victimes de guerre | Antoine Quinson  | Bourgès-Maunoury                         | 13 juin 1957      | 6 novembre 1957   | René Coty       |                   |
|                  | Antoine Quinson         | RAD              | Ministre des Anciens Combattants et Victimes de guerre    | Plein exercice                        | Plein exercice                                                       | Plein exercice   | Gaillard                                 | 6 novembre 1957   | 14 mai 1958       | René Coty       |                   |
|                  | Vincent Badie           | PGDRS            | Ministre des Anciens Combattants et Victimes de guerre    | Plein exercice                        | Plein exercice                                                       | Plein exercice   | Pflimlin                                 | 14 mai 1958       | 1er juin 1958     | René Coty       |                   |
|                  | Michel Debré (intérim)  | RS               | Ministre des Anciens Combattants et Victimes de guerre    | Plein exercice                        | Plein exercice                                                       | Plein exercice   | De Gaulle III                            | 3 juin 1958       | 9 juin 1958       | René Coty       |                   |
|                  | Edmond Michelet         | RS, UNR          | Ministre des Anciens Combattants et Victimes de guerre    | Plein exercice                        | Plein exercice                                                       | Plein exercice   | De Gaulle III                            | 9 juin 1958       | 8 janvier 1959    | René Coty       |                   |

## Cinquième République
| Ministre ou secrétaire d'État                                          | Ministre ou secrétaire d'État   | Ministre ou secrétaire d'État                  | Intitulé                                                                  | Parti                           | Ministre de tutelle             | Ministre de tutelle             | Intitulé                                          | Gouvernement                                   | Début                           | Fin                             |
| Présidence de Charles de Gaulle                                        | Présidence de Charles de Gaulle | Présidence de Charles de Gaulle                | Présidence de Charles de Gaulle                                           | Présidence de Charles de Gaulle | Présidence de Charles de Gaulle | Présidence de Charles de Gaulle | Présidence de Charles de Gaulle                   | Présidence de Charles de Gaulle                | Présidence de Charles de Gaulle | Présidence de Charles de Gaulle |
| ---------------------------------------------------------------------- | ------------------------------- | ---------------------------------------------- | ------------------------------------------------------------------------- | ------------------------------- | ------------------------------- | ------------------------------- | ------------------------------------------------- | ---------------------------------------------- | ------------------------------- | ------------------------------- |
|                                                                        |                                 | Raymond Triboulet                              | Ministre des Anciens Combattants                                          | UNR                             | Plein exercice                  | Plein exercice                  | Plein exercice                                    | Debré                                          | 8 janvier 1959                  | 14 avril 1962                   |
| Ministre des Anciens Combattants et Victimes de guerre                 | Pompidou I                      | Raymond Triboulet                              | 14 avril 1962                                                             | UNR                             | Plein exercice                  | Plein exercice                  | Plein exercice                                    | 28 novembre 1962                               |                                 |                                 |
| Ministre des Anciens Combattants et Victimes de guerre                 |                                 |                                                | Jean Sainteny                                                             | UNR-UDT                         | Plein exercice                  | Plein exercice                  | Plein exercice                                    | Pompidou II                                    | 6 décembre 1962                 | 8 janvier 1966                  |
| Ministre des Anciens Combattants et Victimes de guerre                 |                                 |                                                | Alexandre Sanguinetti                                                     | UNR-UDT                         | Plein exercice                  | Plein exercice                  | Plein exercice                                    | Pompidou III                                   | 8 janvier 1966                  | 6 avril 1967                    |
| Ministre des Anciens Combattants et Victimes de guerre                 |                                 |                                                | Henri Duvillard                                                           | UDVe, UDR                       | Plein exercice                  | Plein exercice                  | Plein exercice                                    | Pompidou IV,Couve de Murville                  | 6 avril 1967                    | 20 juin 1969                    |
| Présidence de Georges Pompidou                                         |                                 |                                                |                                                                           |                                 |                                 |                                 |                                                   |                                                |                                 |                                 |
|                                                                        |                                 | Henri Duvillard                                | Ministre des Anciens Combattants et Victimes de guerre                    | UDR                             | Plein exercice                  | Plein exercice                  | Plein exercice                                    | Chaban-Delmas                                  | 22 juin 1969                    | 6 juillet 1972                  |
|                                                                        |                                 | André Bord                                     | Ministre des Anciens Combattants                                          | UDR                             | Plein exercice                  | Plein exercice                  | Plein exercice                                    | Messmer I                                      | 6 juillet 1972                  | 2 avril 1973                    |
| Ministre des Anciens Combattants et Victimes de guerre                 | Messmer II                      | André Bord                                     | 5 avril 1973                                                              | UDR                             | Plein exercice                  | Plein exercice                  | Plein exercice                                    | 27 février 1974                                |                                 |                                 |
| Secrétaire d’État chargé des Anciens Combattants et Victimes de guerre |                                 | André Bord                                     | Robert Galley                                                             | UDR                             | Ministre des Armées             | Messmer III                     | 1er mars 1974                                     | 28 mai 1974                                    |                                 |                                 |
| Présidence de Valéry Giscard d'Estaing                                 |                                 |                                                |                                                                           |                                 |                                 |                                 |                                                   |                                                |                                 |                                 |
|                                                                        |                                 | André Bord                                     | Secrétaire d’État aux Anciens Combattants                                 | UDR, RPR                        | Plein exercice                  | Plein exercice                  | Plein exercice                                    | Chirac I, Barre I                              | 28 mai 1974                     | 30 mars 1977                    |
| Barre II                                                               | 1er avril 1977                  | André Bord                                     | Secrétaire d’État aux Anciens Combattants                                 | UDR, RPR                        | Plein exercice                  | Plein exercice                  | Plein exercice                                    | 26 septembre 1977                              |                                 |                                 |
| Barre II                                                               |                                 |                                                | Secrétaire d’État aux Anciens Combattants                                 | Jean-Jacques Beucler            | Plein exercice                  | Plein exercice                  | Plein exercice                                    | CDS, UDF-CDS                                   | 26 septembre 1977               | 6 avril 1978                    |
|                                                                        |                                 | Maurice Plantier                               | Secrétaire d’État aux Anciens Combattants                                 | RPR                             | Plein exercice                  | Plein exercice                  | Plein exercice                                    | Barre III                                      | 6 avril 1978                    | 22 mai 1981                     |
| Présidence de François Mitterrand                                      |                                 |                                                |                                                                           |                                 |                                 |                                 |                                                   |                                                |                                 |                                 |
|                                                                        |                                 | Jean Laurain                                   | Ministre des Anciens Combattants                                          | PS                              | Plein exercice                  | Plein exercice                  | Plein exercice                                    | Mauroy I et II                                 | 22 mai 1981                     | 22 mars 1983                    |
| Secrétaire d’État chargé des Anciens Combattants                       |                                 | Jean Laurain                                   | Charles Hernu                                                             | PS                              | Ministre de la Défense          | Mauroy III                      | 24 mars 1983                                      | 23 juillet 1984                                |                                 |                                 |
| Secrétaire d’État chargé des Anciens Combattants et Victimes de guerre | Fabius                          | Jean Laurain                                   | Charles Hernu                                                             | PS                              | Ministre de la Défense          | 23 juillet 1984                 | 20 septembre 1985                                 |                                                |                                 |                                 |
| Secrétaire d’État chargé des Anciens Combattants et Victimes de guerre | Fabius                          | Jean Laurain                                   |                                                                           | PS                              | Ministre de la Défense          | Paul Quilès                     | 20 septembre 1985                                 | 20 mars 1986                                   |                                 |                                 |
|                                                                        |                                 | Georges Fontès                                 | Secrétaire d’État aux Anciens Combattants                                 | RPR                             | Plein exercice                  | Plein exercice                  | Plein exercice                                    | Chirac II                                      | 20 mars 1986                    | 13 mai 1988                     |
|                                                                        |                                 | Jacques Mellick                                | Secrétaire d’État aux Anciens Combattants                                 | PS                              | Plein exercice                  | Plein exercice                  | Plein exercice                                    | Rocard I                                       | 13 mai 1988                     | 28 juin 1988                    |
|                                                                        |                                 | André Méric                                    | Secrétaire d’État aux Anciens Combattants et Victimes de guerre           | PS                              | Plein exercice                  | Plein exercice                  | Plein exercice                                    | Rocard II                                      | 28 juin 1988                    | 17 mai 1991                     |
|                                                                        |                                 | Louis Mexandeau                                | Secrétaire d’État aux Anciens Combattants et Victimes de guerre           | PS                              | Plein exercice                  | Plein exercice                  | Plein exercice                                    | Cresson, Bérégovoy                             | 17 mai 1991                     | 30 mars 1993                    |
|                                                                        |                                 | Philippe Mestre                                | Ministre des Anciens Combattants et Victimes de guerre                    | UDF-AD                          | Plein exercice                  | Plein exercice                  | Plein exercice                                    | Balladur                                       | 30 mars 1993                    | 18 mai 1995                     |
| Présidence de Jacques Chirac                                           |                                 |                                                |                                                                           |                                 |                                 |                                 |                                                   |                                                |                                 |                                 |
|                                                                        |                                 | Pierre Pasquini                                | Ministre des Anciens Combattants et Victimes de guerre                    | RPR                             | Plein exercice                  | Plein exercice                  | Plein exercice                                    | Juppé I                                        | 18 mai 1995                     | 6 novembre 1995                 |
| Ministre délégué aux Anciens Combattants et aux Victimes de guerre     |                                 | Pierre Pasquini                                | Alain Juppé                                                               | RPR                             | Premier ministre                | Juppé II                        | 6 novembre 1995                                   | 4 juin 1997                                    |                                 |                                 |
|                                                                        |                                 | Jean-Pierre Masseret                           | Secrétaire d’État chargé des Anciens Combattants                          | PS                              |                                 | Alain Richard                   | Ministre de la Défense                            | Jospin                                         | 4 juin 1997                     | 3 septembre 2001                |
|                                                                        |                                 | Jacques Floch                                  | Secrétaire d’État chargé des Anciens Combattants                          | PS                              | 3 septembre 2001                | Alain Richard                   | Ministre de la Défense                            | Jospin                                         | 7 mai 2002                      |                                 |
|                                                                        |                                 | Michèle Alliot-Marie                           | Ministre de la Défense et des Anciens Combattants                         | RPR, UMP                        | Plein exercice                  | Plein exercice                  | Plein exercice                                    | Raffarin I                                     | 7 mai 2002                      | 17 juin 2002                    |
|                                                                        |                                 | Hamlaoui Mekachera                             | Secrétaire d'État aux Anciens Combattants                                 | UMP                             |                                 | Michèle Alliot-Marie            | Ministre de la Défense                            | Raffarin II et III                             | 17 juin 2002                    | 31 mai 2005                     |
| Ministre délégué aux Anciens Combattants                               | Villepin                        | Hamlaoui Mekachera                             | 2 juin 2005                                                               | UMP                             | 15 mai 2007                     | Michèle Alliot-Marie            | Ministre de la Défense                            |                                                |                                 |                                 |
| Présidence de Nicolas Sarkozy                                          |                                 |                                                |                                                                           |                                 |                                 |                                 |                                                   |                                                |                                 |                                 |
| Pas de titulaire                                                       | Pas de titulaire                | Pas de titulaire                               | Pas de titulaire                                                          | Pas de titulaire                |                                 | Hervé Morin                     | Ministre de la Défense                            | Fillon I                                       | 18 mai 2007                     | 18 juin 2007                    |
|                                                                        |                                 | Alain Marleix                                  | Secrétaire d'État chargé des Anciens Combattants                          | UMP                             | Fillon II                       | Hervé Morin                     | Ministre de la Défense                            | 19 juin 2007                                   | 7 juillet 2007                  |                                 |
| Secrétaire d'État à la Défense et aux Anciens Combattants              | 7 juillet 2007                  | Alain Marleix                                  | 18 mars 2008                                                              | UMP                             | Fillon II                       | Hervé Morin                     | Ministre de la Défense                            |                                                |                                 |                                 |
| Secrétaire d'État à la Défense et aux Anciens Combattants              |                                 |                                                | Jean-Marie Bockel                                                         | LGM                             | Fillon II                       | Hervé Morin                     | Ministre de la Défense                            | 18 mars 2008                                   | 23 juin 2009                    |                                 |
| Secrétaire d'État à la Défense et aux Anciens Combattants              |                                 |                                                | Hubert Falco                                                              | UMP                             | Fillon II                       | Hervé Morin                     | Ministre de la Défense                            | 23 juin 2009                                   | 13 novembre 2010                |                                 |
|                                                                        |                                 | Alain Juppé                                    | Ministre d'État, ministre de la Défense et des Anciens Combattants        | UMP                             | Plein exercice                  | Plein exercice                  | Plein exercice                                    | Fillon III                                     | 14 novembre 2010                | 27 février 2011                 |
|                                                                        |                                 | Gérard Longuet                                 | Ministre de la Défense et des Anciens Combattants                         | UMP                             | Plein exercice                  | Plein exercice                  | Plein exercice                                    | Fillon III                                     | 27 février 2011                 | 29 juin 2011                    |
|                                                                        |                                 | Marc Laffineur                                 | Secrétaire d'État                                                         | UMP                             |                                 | Gérard Longuet                  | Ministre de la Défense et des Anciens Combattants | Fillon III                                     | 29 juin 2011                    | 10 mai 2012                     |
| Présidence de François Hollande                                        |                                 |                                                |                                                                           |                                 |                                 |                                 |                                                   |                                                |                                 |                                 |
|                                                                        |                                 | Kader Arif                                     | Ministre délégué chargé des Anciens Combattants                           | PS                              |                                 | Jean-Yves Le Drian              | Ministre de la Défense                            | Ayrault I et II                                | 16 mai 2012                     | 31 mars 2014                    |
| Secrétaire d'État chargé des Anciens Combattants et de la Mémoire      | Valls I                         | Kader Arif                                     | 9 avril 2014                                                              | PS                              | 25 août 2014                    | Jean-Yves Le Drian              | Ministre de la Défense                            |                                                |                                 |                                 |
| Secrétaire d'État chargé des Anciens Combattants et de la Mémoire      | Valls II                        | Kader Arif                                     | 26 août 2014                                                              | PS                              | 21 novembre 2014                | Jean-Yves Le Drian              | Ministre de la Défense                            |                                                |                                 |                                 |
| Secrétaire d'État chargé des Anciens Combattants et de la Mémoire      | Valls II                        |                                                |                                                                           | Jean-Marc Todeschini            | PS                              | Jean-Yves Le Drian              | Ministre de la Défense                            | 21 novembre 2014                               | 6 décembre 2016                 |                                 |
| Secrétaire d'État chargé des Anciens Combattants et de la Mémoire      | Cazeneuve                       | 6 décembre 2016                                | 15 mai 2017                                                               | Jean-Marc Todeschini            | PS                              | Jean-Yves Le Drian              | Ministre de la Défense                            |                                                |                                 |                                 |
| Présidence d'Emmanuel Macron                                           |                                 |                                                |                                                                           |                                 |                                 |                                 |                                                   |                                                |                                 |                                 |
| Pas de titulaire                                                       | Pas de titulaire                | Pas de titulaire                               | Pas de titulaire                                                          | Pas de titulaire                |                                 | Sylvie Goulard                  | Ministre des Armées                               | Philippe I                                     | 15 mai 2017                     | 21 juin 2017                    |
|                                                                        |                                 | Geneviève Darrieussecq                         | Secrétaire d'État auprès de la ministre des Armées                        | MoDem                           |                                 | Florence Parly                  | Ministre des Armées                               | Philippe II                                    | 21 juin 2017                    | 6 juillet 2020                  |
| Ministre déléguée chargée de la Mémoire et des Anciens Combattants     | Castex                          | Geneviève Darrieussecq                         | 6 juillet 2020                                                            | MoDem                           | 20 mai 2022                     | Florence Parly                  | Ministre des Armées                               |                                                |                                 |                                 |
| Pas de titulaire                                                       | Pas de titulaire                | Pas de titulaire                               | Pas de titulaire                                                          | Pas de titulaire                |                                 | Sébastien Lecornu               | Ministre des Armées                               | Borne                                          | 20 mai 2022                     | 4 juillet 2022                  |
|                                                                        |                                 | Patricia Mirallès                              | Secrétaire d'État chargée des Anciens Combattants et de la Mémoire        | RE                              | 4 juillet 2022                  | Sébastien Lecornu               | Ministre des Armées                               | Borne                                          | 9 janvier 2024                  |                                 |
| Attal                                                                  | 9 janvier 2024                  | Patricia Mirallès                              | Secrétaire d'État chargée des Anciens Combattants et de la Mémoire        | RE                              | 21 septembre 2024               | Sébastien Lecornu               | Ministre des Armées                               |                                                |                                 |                                 |
|                                                                        | Sébastien Lecornu               | Ministre des Armées et des Anciens Combattants | Plein exercice                                                            | Plein exercice                  | Plein exercice                  | Barnier                         | 21 septembre 2024                                 | 27 septembre 2024                              |                                 |                                 |
|                                                                        |                                 | Jean-Louis Thiériot                            | Ministre délégué auprès du ministre des Armées et des Anciens Combattants | LR                              |                                 | Barnier                         | Sébastien Lecornu                                 | Ministre des Armées et des Anciens Combattants | 27 septembre 2024               | 23 décembre 2024                |
|                                                                        |                                 | Patricia Mirallès                              | Ministre déléguée chargée de la Mémoire et des Anciens Combattants        | RE                              | Ministre des Armées             | Bayrou                          | Sébastien Lecornu                                 | 23 décembre 2024                               | En fonction                     |                                 |